# Đặng Châu
Đặng Châu (giản thể: 邓州; phồn thể: 鄧州; bính âm: Dèngzhōu), trước đây là Đặng huyện (邓县), là một thành phố cấp phó địa khu thuộc địa cấp thị Nam Dương, tỉnh Hà Nam, Trung Quốc. Khu vực đô thị của thành phố có diện tích 35 km² với dân số là 300.000 người. Thành phố nằm ở tây nam của tỉnh Hà Nam và gần ranh giới với hai tỉnh Hồ Bắc và Thiểm Tây. Thành phố nằm tại điểm trung tâm của một tam giác giữa ba tỉnh lị là Trịnh Châu, Vũ Hán và Tây An, và cách đều cả ba thành phố. Đặng Châu là một thành phố có lịch sử lâu dài tại Trung Quốc.

### Nhai đạo
- Hoa Châu (花洲街道)
- Cổ Thành (古城街道)
- Thoan Hà (湍河街道)

### Trấn
| - La Trang (罗庄镇) - Cấp Than (汲滩镇) - Nhương Đông (穰东镇) - Mạnh Lâu (孟楼镇) - Lâm Bái (林扒镇) | - Cấu Lâm (构林镇) - Thập Lâm (十林镇) - Trương Thôn (张村镇) - Đô Ti (都司镇) | - Triệu Tập (赵集镇) - Lưu Tập (刘集镇) - Tang Trang (桑庄镇) - Bành Kiều (彭桥镇) |

### Hương
| - Trương Lâu (张楼乡) - Bạch Ngưu (白牛乡) - Hạ Tập (夏集乡) - Bùi Doanh (裴营乡) - Văn Cừ (文渠乡) - Cao Tập (高集乡) | - Đào Doanh (陶营乡) - Tiểu Dương Doanh (小杨营乡) - Yêu Điếm (腰店乡) - Long Yển (龙堰乡) - Cửu Long (九龙乡) |